# Городище (Козівська селищна громада)
Городи́ще — село в Україні. у Козівській селищній громаді, Тернопільського району Тернопільської області. Розташоване на річці Восушка, в центрі району. Адміністративний центр колишньої Городищенської сільради, якій були підпорядковані села Горби та Млинці. 
До села приєднано хутір Загребельна.
Населення — 959 осіб (2001).

## Історія
Перша писемна згадка — 31 жовтня 1467.
15 червня 1934 р. село передане з Бережанського повіту до Тернопільського
1944 спалене під час відступу німецьких військ.
Наприкінці липня 2016 року в селі вперше за багато років провели День села. Задля цього розчистили галявину, де раніше був смітник.
12 червня 2020 року, відповідно до розпорядження Кабінету Міністрів України № 724-р «Про визначення адміністративних центрів та затвердження територій територіальних громад Тернопільської області» увійшло до складу Козівської селищної громади.
19 липня 2020 року, в результаті адміністративно-територіальної реформи та ліквідації Козівського району, село увійшло до складу Тернопільського району.

## Населення
За даними перепису населення 2001 року мовний склад населення села був таким:

### Мова
Розподіл населення за рідною мовою за даними перепису 2001 року:
| Мова       | Кількість | Відсоток |
| ---------- | --------- | -------- |
| українська | 955       | 99.58%   |
| російська  | 4         | 0.42%    |
| Усього     | 959       | 100%     |

Місцева говірка належить до наддністрянського говору південно-західного наріччя української мови.

## Пам'ятки
Є церква Успіння Пресвятої Богородиці (1991, кам'яна, УГКЦ), капличка (1995), «фігура» Божої Матері (1996; скульптор І. Мулярчук).

## Пам'ятники
Споруджено пам'ятник полеглим у німецько-радянській війні воїнам-односельцям (1975) і пам'ятний знак на честь 40-річчя визволення Городища від німецько-нацистських загарбників (1985).

## Соціальна сфера
Діють загальноосвітня школа І-ІІІ ступенів, Будинок культури, бібліотека, ФАП. 13 червня 2017 року урочисто відкрили дитячий садочок.

## Відомі люди

### Народилися
- поет Б. Беднарський,
- лікар, громадський діяч Р. Кузів.

## Галерея

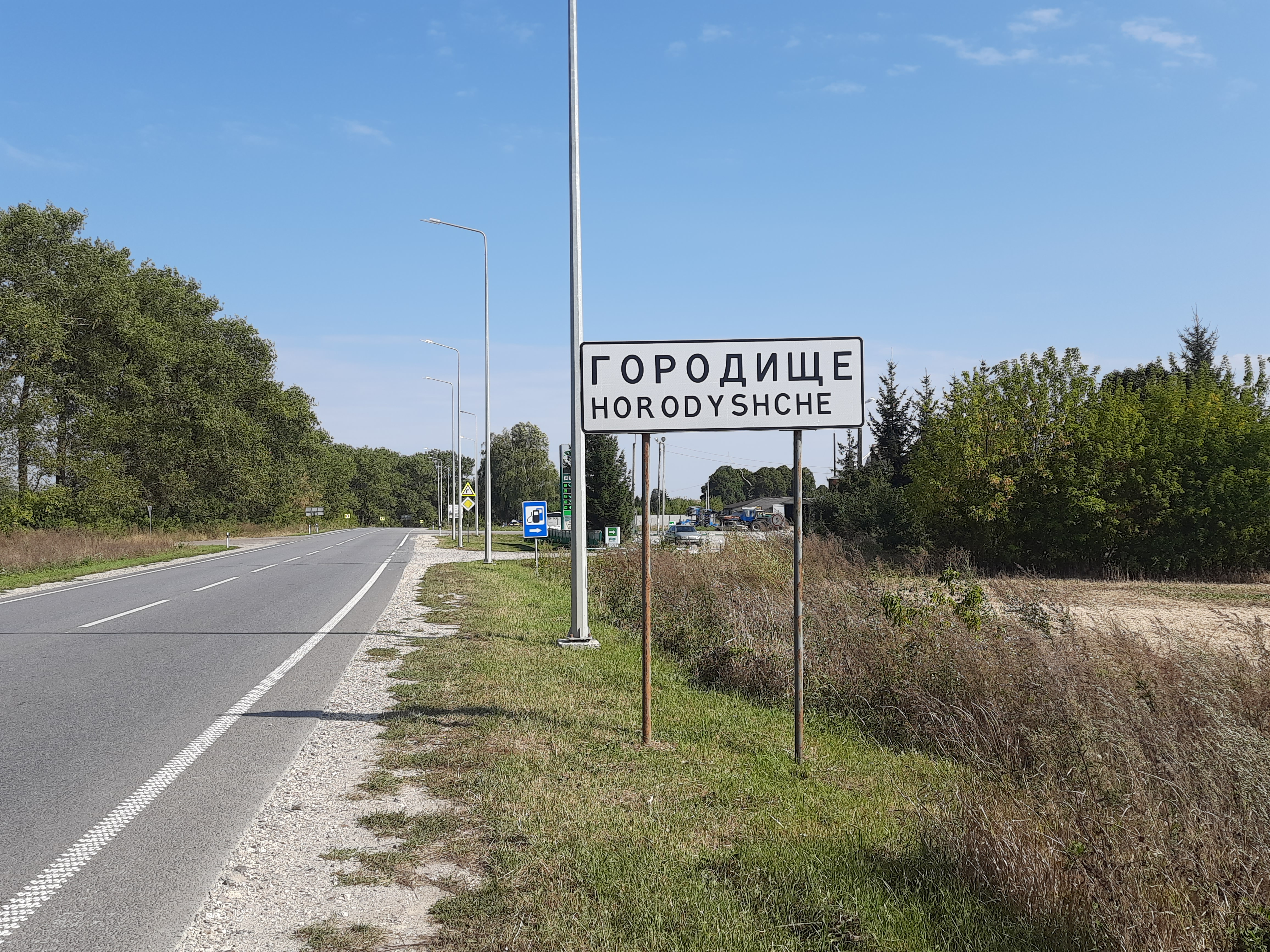
Дорожній знак при в'їзді в село
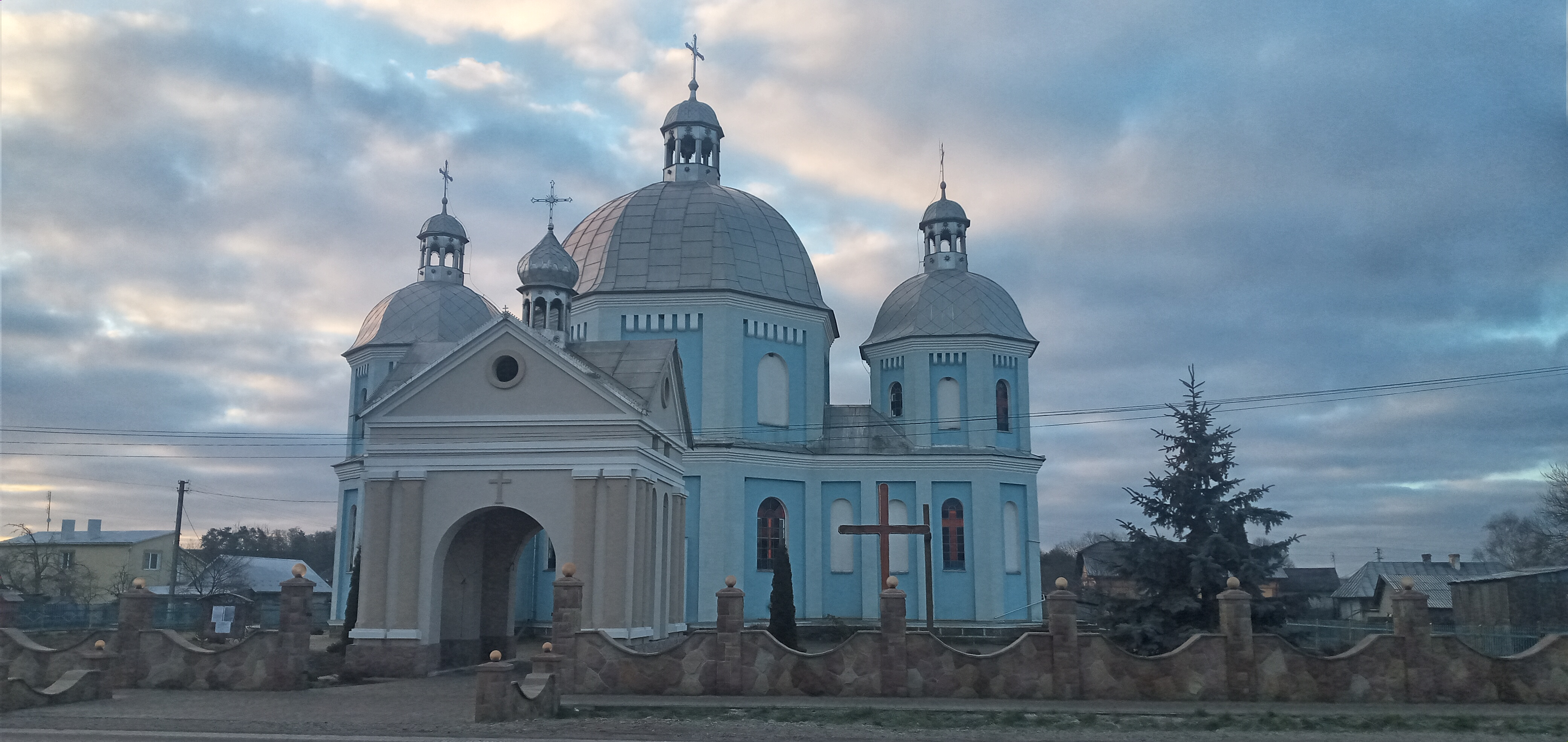
Церква у Городищі
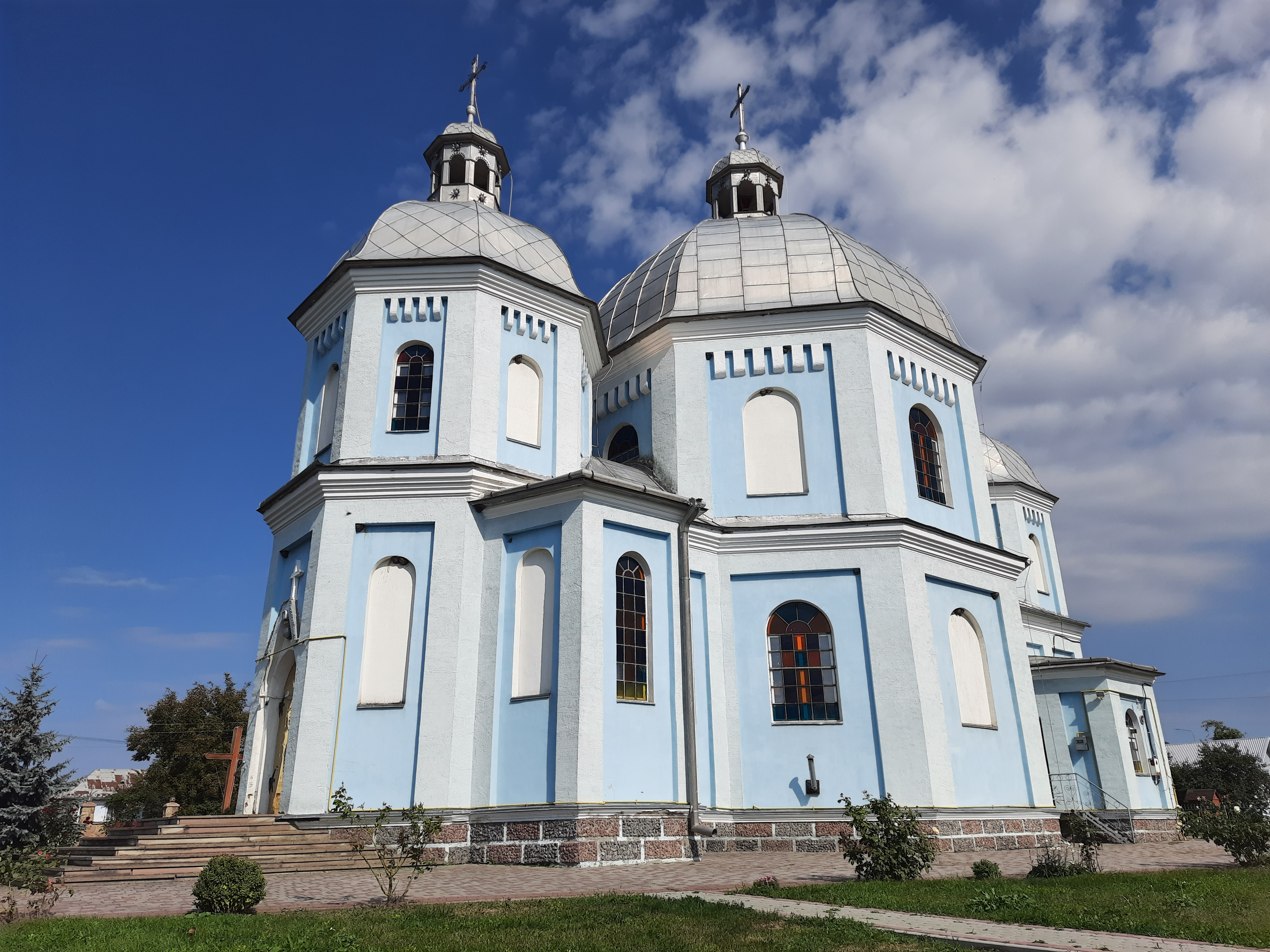
Церква Успіння Пресвятої Богородиці
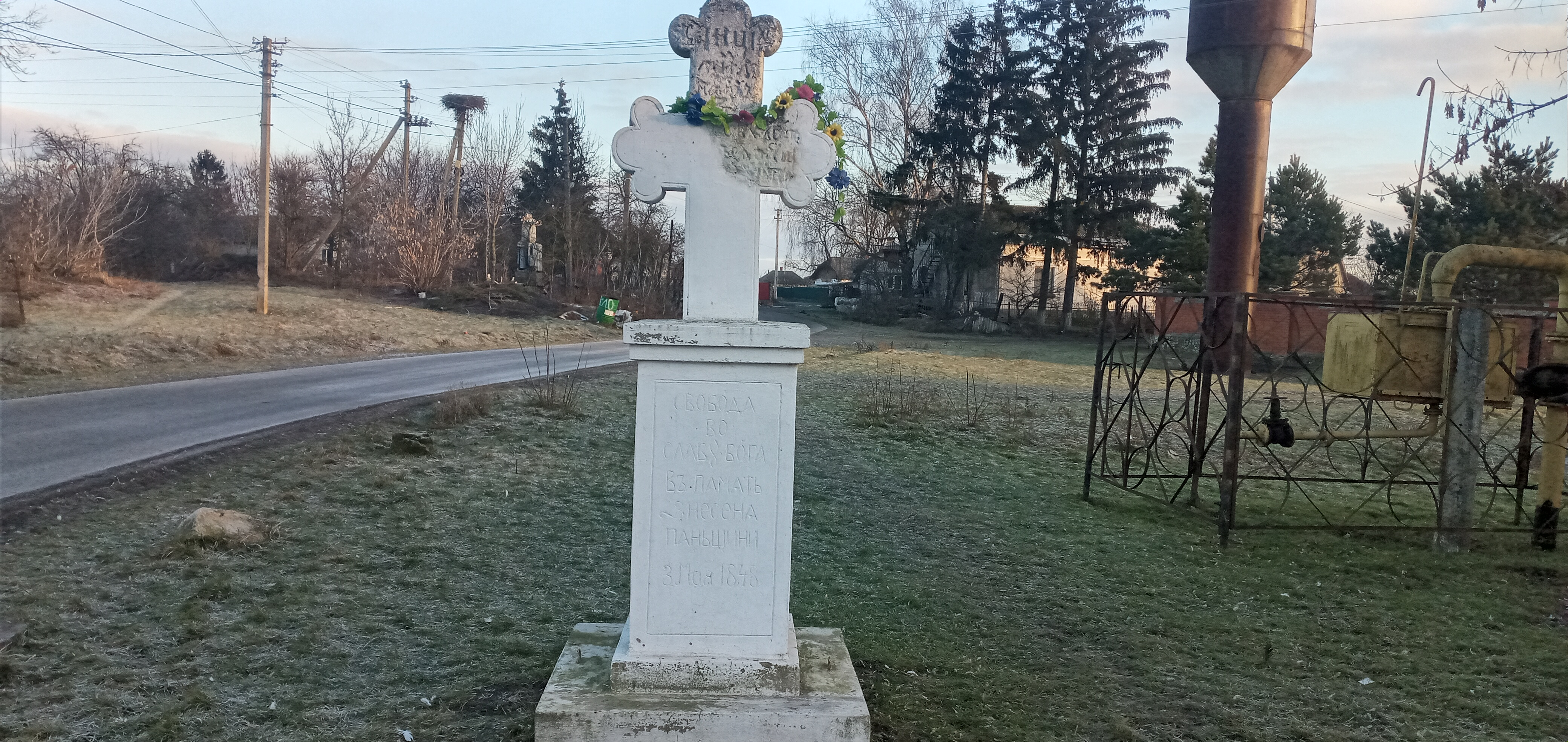
Знак у пам'ять знесення панщини
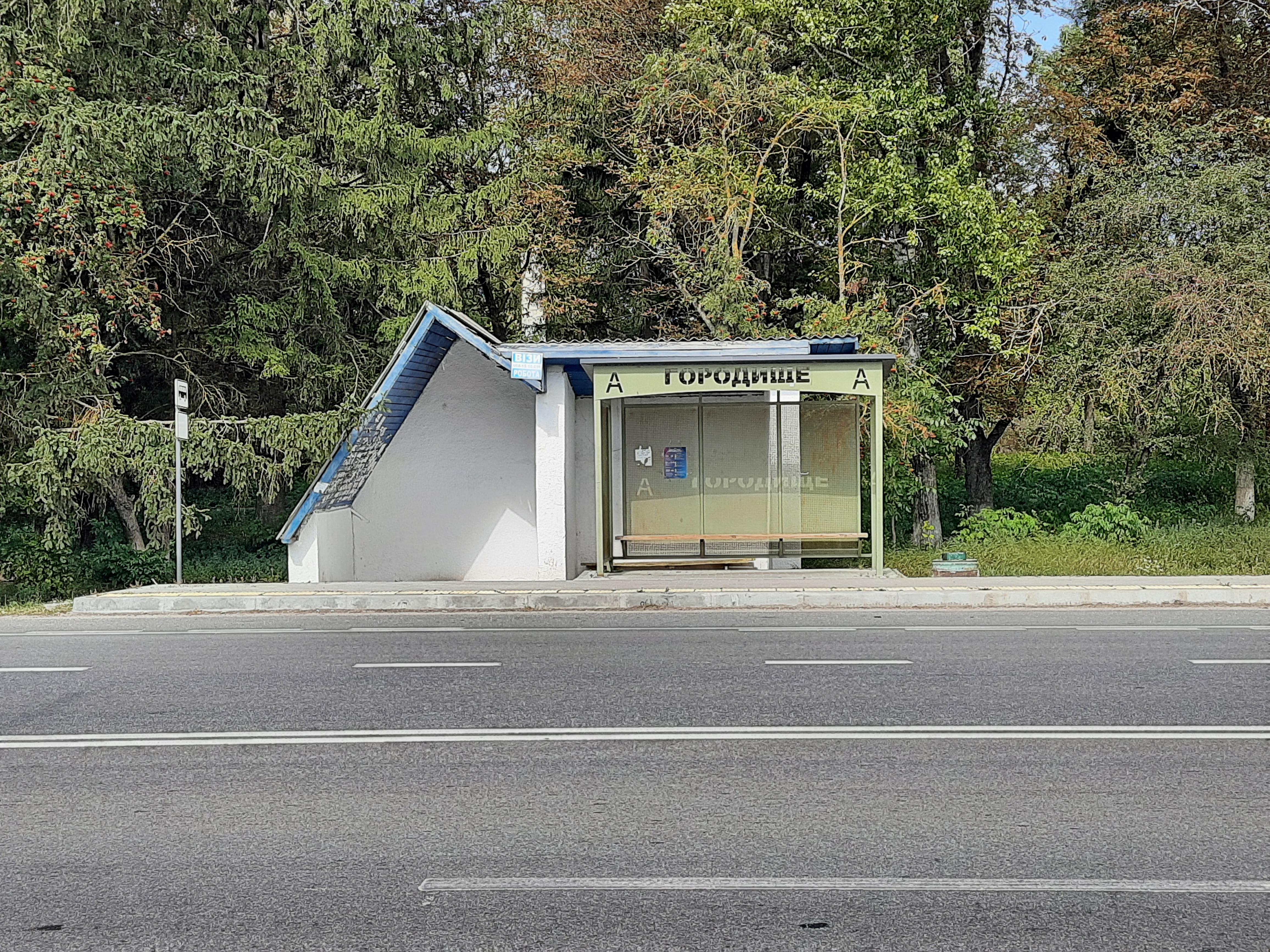
Автобусна зупинка
Панорама села